# Граф Ливен

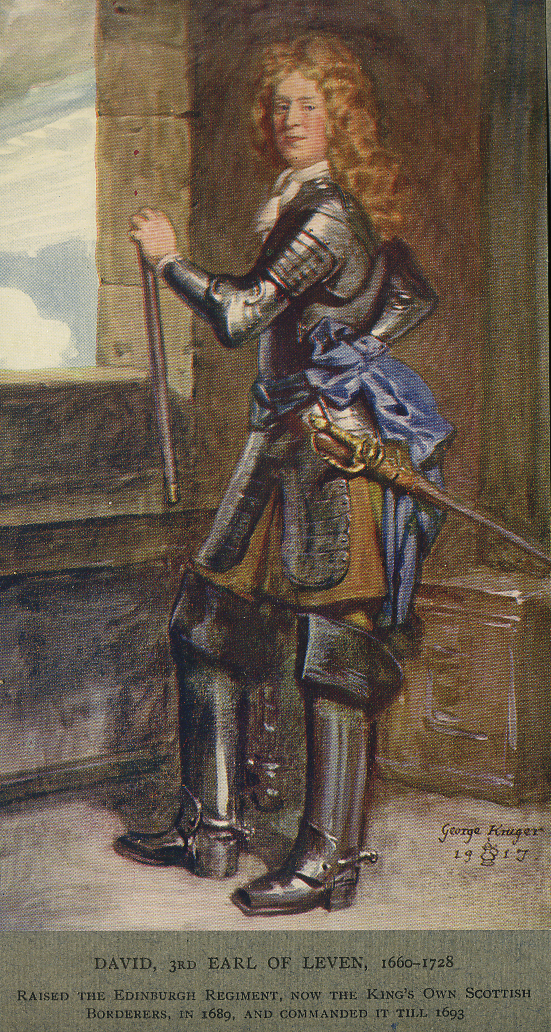
Дэвид Мелвилл, 3-й граф Ливен (1660—1728)

Граф Ливен (англ.  Earl of Leven) — наследственный титул в системе Пэрства Шотландии. Он был создан 11 октября 1641 года для крупного шотландского военачальника и ковенантера Александра Лесли (1582—1661). Его преемником стал его внук Александра Лесли, 2-й граф Ливен (ок. 1637—1664). Ему наследовали его дочери Маргарет (ум. 1674) и Кэтрин (1663—1676), которые обычно не включаются в графскую нумерацию. Затем за графский титул начался спор между Дэвидом Мелвиллом, будущим 2-м графом Мелвиллом (1660—1728) и Джоном Лесли, 1-м герцогом Роутсом (ок. 1630—1681). В 1681 году после смерти 1-го герцога Роутса Джон Мелвилл получил титул 3-го графа Ливена. В 1707 году после смерти своего отца Джон Мелвилл унаследовал титул графа Мелвилла, объединив два графских титула.
Дополнительные титулы графа Ливена: виконт Керколди (создан в 1690), лорд Мелвилл из Монимэйла (1616), лорд Балгони (1641), лорд Рэйт, Монимэйл и Балвери (1690). Все эти титулы являются пэрством Шотландии.
Наследник графского титул носит титул учтивости — «лорд Балгони».
Родовое гнездо — Гленфернесс-хаус в окрестностях Нэрна в Хайленде (Шотландия).

## Графы Ливен (1641)
- 1641—1661: Александр Лесли, 1-й граф Ливен (ок. 1580 — 4 апреля 1661), внебрачный сын Джорджа Лесли из клана Лесли, капитана замка Блэр
- 1661—1664: Александр Лесли, 2-й граф Ливен (ок. 1637 — 15 июля 1664), сын Александра Лесли, лорда Балгони (ум. после 1642), внук и преемник предыдущего
- 1664—1674: Маргарет Лесли, графиня Ливен (ум. 6 ноября 1674), старшая дочь предыдущего
- 1674—1676: Кэтрин Лесли, графиня Ливен (1663 — 21 января 1676), младшая дочь 2-го графа Ливена
- 1681—1728: Дэвид Мелвилл, позже Лесли, 3-й граф Ливен, 2-й граф Мелвилл (5 мая 1660 — 6 июня 1728), третий сын Джорджа Мелвилла, 1-го графа Мелвилла (1636—1707)
- 1728—1729: Дэвид Лесли, 4-й граф Ливен, 3-й граф Мелвилл (17 декабря 1717 — июнь 1729), сын Джорджа Лесли, лорда Балгони (1695—1721) и внук предыдущего
- 1729—1754: Александр Лесли, 5-й граф Ливен, 4-й граф Мелвилл (ок. 1696 — 2 сентября 1754), второй (младший) сын 3-го графа Ливена
- 1754—1802: Дэвид Лесли, 6-й граф Ливен, 5-й граф Мелвилл (4 мая 1722 — 9 июня 1802), единственный сын предыдущего от первого брака
- 1802—1820: Александр Лесли-Мелвилл, 7-й граф Ливен, 6-й граф Мелвилл (7 ноября 1749 — 22 февраля 1820), старший сын предыдущего
- 1820—1860: Дэвид Лесли-Мелвилл, 8-й граф Ливен, 7-й граф Мелвилл (22 июня 1785 — 8 октября 1860), старший сын предыдущего
- 1860—1876: Джон Торнтон Лесли-Мелвилл, 9-й граф Ливен, 8-й граф Мелвилл (18 декабря 1786 — 9 сентября 1876), второй сын 7-го графа Ливена
- 1876—1889: Александр Лесли-Мелвилл, 10-й граф Ливен, 9-й граф Мелвилл (11 января 1817 — 22 октября 1889), старший сын предыдущего от первого брака
- 1889—1906: Рональд Рутвен Лесли-Мелвилл, 11-й граф Ливен, 10-й граф Мелвилл (19 декабря 1835 — 21 августа 1906), старший сын 9-го графа Ливена от второго брака
- 1906—1913: Джон Дэвид Лесли-Мелвилл, 12-й граф Ливен, 11-й граф Мелвилл (5 апреля 1886 — 11 июня 1913), старший сын предыдущего
- 1913—1947: Арчибальд Александр Лесли-Мелвилл, 13-й граф Ливен, 12-й граф Мелвилл (6 августа 1890 — 15 января 1947), второй сын 11-го графа Ливена
- 1947—2012: Александр Роберт Лесли-Мелвилл, 14-й граф Ливен, 13-й граф Мелвилл (13 мая 1924 — 7 апреля 2012), старший сын предыдущего
- 2012 — настоящее время: Александр Иэн Лесли-Мелвилл, 15-й граф Ливен, 14-й граф Мелвилл (род. 29 ноября 1984), единственный сын Дэвида Александра Лесли-Мелвилла, лорда Балгони (1954—2007) и внук 14-го графа Ливена
  - Наследник: Арчибальд Рональд Лесли-Мелвилл (род. 15 сентября 1957), младший (второй) сын 14-го графа Ливена, дядя предыдущего.